# Tereza Urzová
Tereza Urzová, rozená Sladkovská, (* 21. ledna 1993) je česká lékařka a anarchokapitalistka.

## Život
Po maturitě studovala v letech 2013 až 2019 všeobecné lékařství na 2. lékařské fakultě Univerzity Karlovy, v letech 2015 až 2018 zároveň studovala i hospodářskou politiku na CEVRO Institutu. V březnu 2015 se stala editorkou obsahu při československé pobočce Ludwig von Mises Institutu. V letech 2016 až 2018 působila jako obchodní asistentka na Liberálním institutu. Po studiu medicíny začala v říjnu 2019 pracovat jako lékařka ve Fakultní nemocnici v Motole a v červenci 2020 se stala praktickou lékařkou v soukromém zdravotnickém zařízení G&G Medical.
Hovoří anglicky a německy.

### Politické působení
V listopadu 2014 se stala členkou libertariánské organizace Students for Liberty CZ, pro kterou až do roku 2019 zároveň vykonávala dobrovolnickou činnost. Absolvovala také kurz Liberálně-konzervativní akademie. V listopadu 2017 stála u založení Svobodného přístavu, na kterém působila do května 2024.
V evropských volbách v roce 2014 kandidovala na 18. místě kandidátní listiny Svobodných jako členka strany na funkci poslankyně Evropského parlamentu. Získala 402 preferenčních hlasů a stala se 17. náhradnicí. V komunálních volbách v roce 2014 zároveň kandidovala ve volbách do pražského zastupitelstva na 28. místě kandidátky Svobodných a ve volbách do zastupitelstva městské části Praha 5 na 18. místě kandidátní listiny strany. V obou případech však kandidátka strany získala jen necelá 4 % hlasů a tedy žádný mandát. K roku 2016 působila jako místopředsedkyně pražské organizace Svobodných. Ve sněmovních volbách v roce 2017 kandidovala na 18. místě kandidátní listiny Svobodných v Pardubickém kraji, tentokrát však již jako nestranička. Získala 110 preferenčních hlasů a poslankyní zvolena nebyla (strana nezískala žádný mandát).
V komunálních volbách v roce 2018 kandidovala jako nestranička na 26. místě kandidátní listiny subjektu Petr Mach - Svobodní v Praze 5, ale nebyla zvolena (kandidátní listina získal jen 2,73 % hlasů). Ve sněmovních volbách v roce 2021 kandidovala jako lídryně kandidátní listiny strany Nevolte Urza.cz. z pozice členky strany v Plzeňském kraji. Ve volbách přitom stejně jako ostatní kandidáti strany neusilovala o své zvolení, ale dle svých slov o to upozornit na přebujelost státní správy, velké množství různých zákonů a obecně odpor proti stávajícímu zřízení státu. Navzdory tomu získala jí vedená kandidátka v Plzeňském kraji 0,1 % hlasů a samotná Urzová získala 18 preferenčních hlasů.
Je rozvedená, jejím manželem byl do roku 2023 programátor, aktivista a youtuber Martin Urza. Tereza Urzová zastává libertariánské a anarchokapitalistické názory. Kritizuje současnou podobu státem ovládaného zdravotnictví, školství či státní represi v oblasti drog. Je mj. proti povinným kvótám na podíl žen ve vedoucích pozicích. Ve volném čase se věnuje mj. jízdě na motorce. V ruce má implantovaný čip.